# Akrar
Akrar este un sat în partea sud-estică a insulei Suðuroy (mai precis zona Lopransfjørður) din arhipelagul Feroe. Fondat în 1817.